# Монументальное кладбище Римини
Монумента́льное кла́дбище Ри́мини (итал. Cimitero monumentale di Rimini) и гражданское кладбище Римини (итал. cimitero civico di Rimini) — главное кладбище коммуны Римини, в области Эмилия-Романья, в северной Италии. 
Монументальное кладбище Римини является местом последнего упокоения выдающихся деятелей Римини, в том числе Федерико Феллини, Джульетты Мазины, Рене Грюо. 

## История
12 июня 1804 года Наполеон Бонапарт обнародовал «Указ Сен-Клу», который постановлял: кладбища должны располагаться за пределами городских стен, в солнечных и просторных местах, иметь одинаковые могилы в эгалитарном порядке. Указ был мотивирован соображениями общественной гигиены кладбищ и равенства между богатыми и бедными.   
5 сентября 1806 года действие этого закона распространилось также и на территорию Королевства Италии.  
Кладбище было освящено 28 мая 1813 года епископом Римини Гвальфардо Ридольфи. Первое захоронение на кладбище состоялось 3 июня 1813 года,  был похоронен Джузеппе Речепути, 25-дневный младенец.  

## Структура
На кладбище имеется крематорий, он был открыт 19 апреля 2016 года и начал свою работу 21 июля 2016 года. Также имеется ритуальный зал для прощания с умершими. 

### Известные погребальные памятники

#### Федерико Феллини
Надгробный памятник Федерико Феллини был создан итальянским скульптором Арнальдо Помодоро по заказу муниципалитета Римини. Он расположен на площади, слева от главного входа на кладбище. 
Памятник представляет собой двойной перевернутый бронзовый треугольник, прикрепленный узкой точкой к земле. Известен как «Большой Форштевень». Он имеет форму носа корабля, снизу находится резервуар с водой, к которому вода подается из самого памятника, а управление системой водоснабжения осуществляется из подземного технического помещения.  
Памятник вдохновлен морской темой из фильмов Феллини «Амаркорд» (1973) и «И корабль плывёт…» (1983), действие которых происходит в Римини. Федерико Феллини похоронен вместе со своей женой, актрисой Джульеттой Мазиной, и их сыном Пьерфедерико, который умер через несколько дней после рождения. 
В ноябре 2019 года памятник был поврежден после того, как 80-летний мужчина из Риччоне врезался в него на своей машине. Памятник был отреставрирован в 2023 году Фондом Помодоро  с удалением окисленных частей и восстановлением патины.   
В январе 2020 года единственная известная копия памятника была установлена на площади Пьяццетта Лоренцетти, на горнолыжном курорте Мадонна-ди-Кампильо.   

### Захоронения известных людей
- Пьеро Гуардильи Бальи (1898–1946) — итальянский художник и скульптор;

- Аминторе Галли (1845–1919) — итальянский музыковед, журналист и композитор;

- Маргерита Зобели (1912–1996) — швейцарский педагог и воспитатель;

- Марина Полацци (1892–1965) — итальянская оперная певица, сопрано;

- Ренцо Пазолини (1938–1973) — итальянский мотогонщик;

- Федерико Феллини (1920–1993) — итальянский кинорежиссёр и сценарист;

- Джульетта Мазина (1921–1994) — итальянская актриса, жена Федерико Феллини;

- Винченцо Муччоли (1934-1995) — итальянский предприниматель и основатель «Сообщества Сан-Патриньяно»;

- Клара Каламай (1915–1998) — итальянская актриса[5];

- Рене Грюо (1909–2004) — итальянский художник-иллюстратор;

- Оресте Бенци (1926–2007) — итальянский католический священник и основатель движения «Ассоциация Иоанна XXIII»;

- Амедео Монтемаджи (1923–2011) — итальянский историк, эссеист и журналист, исследователь «Готской линии»;

- Джузеппе Майоли (1947–2016) — католический священник, участник католического движения «Общение и освобождение»;

- Серджо Дзаволи (1923–2020) — итальянский журналист, писатель, телеведущий и политик.